# Gona
Gona est un village de Papouasie-Nouvelle-Guinée. 

## Histoire
Le village et sa zone environnante furent envahis en juillet 1942 par l'Armée impériale japonaise lors de l'invasion de Buna-Gona. 
Des missionnaires anglicans implantés dans le village furent capturés, le pasteur de l’église locale, James Benson, et deux femmes, May Hayman et Mavis Parkins. Les deux femmes ainsi qu'un enfant de six ans furent décapités sur la plage, le pasteur fut envoyé comme prisonnier à Rabaul.
Gona et son secteur furent reconquis par l'Armée australienne le 9 décembre 1942 au cours de la bataille de Buna-Gona-Sanananda.